# Casper (jeu vidéo, 2002)
Pour les articles homonymes, voir Casper.
Casper est un jeu vidéo d'action et de réflexion développé par Planet Interactive et édité par Microïds, sorti en 2002 sur Game Boy Advance, mettant en scène Casper le gentil fantôme.

## Accueil
- Jeuxvideo.com : 14/20[1]